# Quinte West
Quinte West è un comune del Canada, situato nella provincia dell'Ontario, nella contea di Hastings.